# Sathima Bea Benjamin
ó≃Sathima Bea Benjamin (17 de octubre de 1936 - 20 de agosto de 2013) fue una cantante y compositora sudafricana nacida en Johannesburgo, se crio en Ciudad del Cabo, y radicó casi 45 años en la ciudad de Nueva York. Adoptó la religión islámica
En octubre de 2004, el presidente sudafricano Thabo Mbeki le otorgó la Orden del Premio de Plata Ikhamanga en reconocimiento por su "excelente contribución como artista de jazz" en Sudáfrica como a nivel internacional, así como por su contribución "a la lucha contra el apartheid".
Sathima regresó a Ciudad del Cabo en 2011, donde continuó trabajando como vocalista. Falleció el 20 de agosto de 2013, a los 76 años de edad.